# Odmor na delovnem mestu
Odmor na delovnem mestu (angl. work break) je različno dolgo in omejeno obdobje, kjer je uslužbencu dovoljeno, da si vzame čas za počitek od dela. Obstajajo različne vrste odmora, njihova dolžina in plačljivost pa sta odvisni od politike podjetja. Z okrevanjem od delovnih zahtev in uslužbenčevo sposobnostjo dela pa se pomembno povezujejo tudi razne specifične aktivnosti in izkušnje, v katere so zaposleni vključeni tekom odmora.

## Pomen odmora na delovnem mestu
Stres na delovnem mestu ima lahko resne posledice za zdravje in počutje zaposlenih, kar se posledično lahko kaže tudi pri manjši uspešnosti podjetja ali organizacije za katero posameznik dela. Zato je pomembno, da se spodbuja zaposlene, da si vzamejo čas za odmor, saj to lahko pripomore k njihovi večji vitalnosti, delovnemu elanu in boljšemu zdravju. Tudi pomanjkanje časa je pogosto tesno povezano s stresom na delovnem mestu, vendar ko imajo zaposleni dovolj časa in možnosti za počitek, ne kažejo znakov utrujenosti ali izgorelosti in so bolje pripravljeni na nove delovne izzive.

## Različne oblike odmora
Odmor od delovnih zahtev ter nalog lahko poteka v različnih oblikah, traja pa lahko od nekaj minut pa do več dni ali tednov. Zaposleni se lahko sprostijo med daljšimi časovnimi obdobji, kjer je oseba za nekaj dni oddaljena od delovnega okolja – vikendi, počitnice, dela prosti dnevi oz. delovni prazniki ipd., ali pa med krajšimi pavzami tekom delovnega dneva. Značilno za vse vrste odmora je, da gre za priložnost, ko si zaposleni, za različno dolg čas lahko vzamejo oddih od dela. Raziskovalci navajajo, da ravno odmik od delovnih nalog omogoča okrevanje ter ponovno vzpostavitev ravnovesja (tj. psihološkega ter fizičnega blagostanja, energije, razpoloženja), ki bi lahko bilo porušeno zaradi zahtev na delovnem mestu. Poleg tega povezujejo tudi sam proces ter sposobnost okrevanja s psihološkim blagostanjem in zdravjem, kot tudi s pripravljenostjo zaposlenega za delo. Ta pa obsega njegovo pripravljenost za opravljanje dela, njegovo sposobnost osredotočenosti, zmogljivost vzdrževanja pozornosti ter motivacijo za delo. Tri glavne oblike odmora na delovnem mestu so: kratki (mikro) odmori, odmori za malice ali kosila in odmor za dopust, kar vključuje tudi praznike ter druge dela proste dneve.

### Kratki (mikro) odmori
To so odmori, ki so razporejeni tekom celotnega delovnega dne, njihov namen pa je zmanjšati fizično neugodje (npr.: raba toaletnih prostorov, predramiti telo po dolgem sedenju), zmanjšati utrujenost (npr.: pitje kave ali čaja) ter hitra sprostitev (npr.: kratek odmik od dela, odmor za kajenje). Raziskave potrjujejo pomembnost takšne vrste odmora, saj naj ne bi imeli pomembnega negativnega vpliva na uslužbenčevo sposobnost opravljanja dela, temveč jo lahko celo izboljšajo. Kratkoročni in dolgoročni ter pozitivni in negativni učinki takšnih odmorov pa so tesno povezani s specifičnimi aktivnostmi, navedenimi pod  razdelkom »Aktivnosti med odmori, ki spodbujajo ali otežujejo produktivnost pri delu.«

### Odmor za malico ali kosilo
Gre za vrsto odmora med delovnim časom, znotraj katerega se lahko uslužbenci za kratek čas odmaknejo od dela, se odpočijejo in pojejo malico ali kosilo. Ti odmori so po navadi razporejeni kar sredi delovnega dne, dolgi pa so v povprečju od 20 do 60 minut. Ta čas je v glavnem namenjen prehranjevanju in počitku, medtem pa lahko zaposleni po potrebi (in če delodajalec to dopušča) tudi zapusti delovno okolje. Raziskave so navedle tri najpogosteje preučevane oblike preživljanja odmora za kosilo, med katerimi so: sproščujoče aktivnosti, aktivnosti povezane z delom ter socialne aktivnosti. 
Sproščujoče aktivnosti vključujejo nizka stanja aktivnosti in truda, običajno postavljajo malo socialnih zahtev od posameznika in predstavljajo minimalno ali nič izziva zanje. Aktivnosti povezane z delom vklučujejo potreben trud, vztrajnost in osredotočeno pozornost, ki posameznika lahko izčrpajo, kar posledično lahko vodi v večjo utrujenost ob koncu delovnega dne. Socialne aktivnosti lahko vključujejo aktivnosti, v katerih posameznik lahko uživa ali pa tudi ne. Od tega pa je odvisna tudi smer rezultatov, ki jih podajajo različne raziskave. Različne socialne izkušnje zahtevajo različno raven samoregulativnih spretnosti, ki lahko posameznika izčrpajo, kar se lahko posledično kaže v večji utrujenosti ob koncu delovnega dne.
Raziskave so pokazale, da odmor za kosilo ne vpliva na višje psihološko blagostanje zaposlenega, temveč so s tem povezane specifične aktivnosti znotraj odmora, v katere se oseba vključuje. Te aktivnosti so navedene pod razdelkom »Aktivnosti med odmori, ki spodbujajo ali otežujejo produktivnost pri delu.«
Raziskovalci pa so nakazali še, da je ena izmed pomembnih komponent okrevanja od dela tudi stopnja nadzora s strani uslužbenca, nad načinom izkoriščenega časa za odmor, pri čemer se zaposleni lahko bolje odpočije, če ima občutek večjega nadzora nad tem, kako bo izkoristil svoj čas med odmorom.

### Dopust
V podjetjih in organizacijah so zaposleni upravičeni do določenega števila dela prostih dni na leto, znotraj katerih naj bi se odpočili, sprostili ter pripravili na obstoječe in na nove delovne izzive. Dopusti so povezani z večjim psihološkim blagostanjem ter sposobnostjo opravljanja dela, po tem, ko se je zaposleni vrnil z dopusta. Kljub temu pa avtorji ugotavljajo, da ti učinki dokaj hitro izzvenijo (približno dva do tri tedne po dopustu) in občutek izgorelosti se vrne na predhodno stopnjo. Na to zna vplivati tudi obseg delovnih zahtev, s katerimi se mora zaposleni soočiti takoj po vrnitvi z dopusta. Poleg tega pa so možne tudi negativne izkušnje na ali tik po dopustu, ki pa niso nujno povezane z delom. Ta vzorec izzvenelih pozitivnih učinkov po dopustu se je ponavljal tako preko različnih držav (Izrael, Nemčija, Nizozemska, ZDA), kot tudi preko različnih poklicev (pisarniško delo, akademsko delo, industrijsko delo, učitelji). Raziskave pa so izpostavile večjo verjetnost ogroženosti zaradi kardiovaskularnih obolenj pri tistih, ki že nekaj let niso vzeli dopusta. Četudi njegovi pozitivni učinki hitro izzvenijo, nas obenem varujejo pred dolgoročno negativnimi učinki stresa na delovnem mestu. Poleg te in pozitivne povezave s psihološkim blagostanjem, so zaposleni, takoj po dopustu, poročali tudi o višji zavzetosti pri delu ter pripravljenostjo za opravljanje dela. Zato je zanje bolj blagodejno, da si vzamejo več krajših dopustov (npr. tri na leto), namesto enega daljšega ali celo nobenega. Specifične aktivnosti, ki posredno in neposredno spodbujajo ali zavirajo produktivnost na delovnem mestu, so navedene pod razdelkom »Aktivnosti med odmori, ki spodbujajo ali otežujejo produktivnost pri delu.«

## Aktivnosti med odmori ki spodbujajo ali otežujejo produktivnost pri delu
Specifične aktivnosti in izkušnje med odmori igrajo pomembno vlogo pri okrevanju od delovnih zahtev in izzivov. Ustrezno okrevanje pa je povezano z zvišanimi stopnjami psihološkega blagostanja ter sposobnostmi opravljanja dela. Raziskovalci so identificirali številne aktivnosti, ki pomembno prispevajo k boljšemu okrevanju od delovnih zahtev, med katerimi pa je ena izmed najbolj pomembnih prisostvovanje v sproščujočih aktivnostih. Te so namreč povezane z višjo stopnjo psihološkega blagostanja uslužbencev, ne glede na dolžino odmora (tj. ne glede na to, ali gre za kratek odmor, odmor za kosilo, ali za dopust). Poleg tega pa so sproščujoče izkušnje povezane tudi z višjimi stopnjami izraženosti pozitivnega razpoloženja ter pozornosti in pa z nižjo ravnijo utrujenosti ter z nižjimi stopnjami izraženosti negativnih čustev. Podoben vpliv pa imajo tudi izkušnje psihološkega in fizičnega oddaljevanja od dela, pri čemer gre za ukrivljen odnos – zelo nizke in zelo visoke stopnje psihološkega oddaljevanja od dela niso koristne za posameznikovo sposobnost opravljanja dela in so lahko celo škodljive za posameznikovo področje dela, medtem ko so srednje vrednosti psihološke oddaljenosti od dela najbolj optimalne za posameznikovo sposobnost opravljanja dela. 
Raziskave navajajo različne oblike aktivnosti, katerih naj bi se zaposleni izogibal med različnimi oblikami odmorov ter aktivnosti, katerih naj bi se posluževal, da bi izboljšal svojo produktivnost pri delu.

### Aktivnosti med odmori, ki neposredno ali posredno spodbujajo produktivnost na delovnem mestu

#### med dopusti
Sproščujoče izkušnje (sprehod, branje knjig),učenje novih stvari ter izpopolnjevanje različnih spretnosti so povezane z manjšo čustveno izčrpanostjo.

#### med odmori za kosilo
Sproščujoče izkušnje, nova izkustva in učenje novih stvari so povezana z višjo stopnjo pozornosti pri delu in nižjo stopnjo utrujenosti takoj po odmoru. . Socializiranje in spanje med odmori pa sta povezana z višjo stopnjo izraženosti pozitivnih emocij in nižjo stopnjo izraženosti negativnih emocij takoj po odmoru.

#### med kratkimi odmori
Aktivnosti, povezane s službo in delom, kot so: učenje novih stvari in spretnosti, pomoč sodelavcu/sodelavki, ustvarjanje in dajanje pomena ter gradnja pozitivnih odnosov s sodelavci, so povezani z višjo stopnjo izraženosti energije in vitalnosti ter z nižjo stopnjo utrujenosti. 

### Aktivnosti med odmori, ki neposredno ali posredno ne spodbujajo produktivnosti na delovnem mestu

#### med dopusti
Razmišljanje o negativnih aspektih službe ter spoprijemanje z neprijetnimi situacijami (prepiri s partnerjem ali družino, težave z avtomobilom) so povezane z večjim občutkom izgorelosti, več zdravstvenimi pritožbami ter nižjo sposobnostjo opravljanja dela po dopustu.

#### med odmori za kosilo
Aktivnosti povezane z delom, kot sta pripravljanje in organiziranje materiala za prihodnji delovni sestanek, so povezane z višjo stopnjo izraženosti negativnih emocij ter utrujenosti takoj po odmoru. Kljub temu, da je socializiranje bilo povezano z višjo stopnjo izraženosti pozitivnih emocij in nižjo stopnjo izraženosti negativnih emocij, je bilo obenem povezano tudi z večjo utrujenostjo po odmoru .

#### med kratkimi odmori
Kajenje in pitje kave na videz izboljšata uslužbenčevo vitalnost, vendar sta dolgoročno povezana s kardiovaskularnimi obolenji, pojavom kancerogenih obolenj (kajenje) ter z anksioznostjo in motnjami spanja (kava), ki odtehtajo pozitivne učinke pogostih kratkih odmorov. Sodelovanje v neslužbenih aktivnostih in psihološka oddaljenost od dela (npr.: osebni telefonski klic, pregledovanje osebne e-pošte, facebooka, twitterja) so povezane z nižjo stopnjo izraženosti energije ter obenem slabše vplivajo na posameznikovo sposobnost opravljanja dela in na njegovo psihološko blagostanje. Nekatere aktivnosti, kot sta delanje načrtov za vikend in poslušanje glasbe pa so imele celo negativen učinek na raven energije uslužbenca.

## Sedenje in fizična aktivnost na delovnem mestu
Ergonomi poudarjajo pomembnost odmora od dela. Študije o psihofizikalnih mehanizmih utrujenosti so pokazale povezavo med učinki stresa in posledicah, ki se kažejo na telesni ravni. Nove tehnike NMR (Jedrsko Magnetne Resonance, angl. Nuclear Magnetic Resonance), ki jih razvijajo na italijanski Univerzi v Torinu, so pokazale približno enake znake celičnih poškodb pri osebah, ki so bile izpostavljene ekvivalentnim učinkom stresorjev. Zato, poleg načrtovanja ter organiziranja delovnih nalog, poudarjajo predvsem pomen odmora. Tako naj bi se namreč  uslužbenci bolje izognili neprijetnim dolgoročnim učinkom stresa.
Za večino udeležencev v raziskavah je bilo dolgourno sedenje, z vmesnimi kratkimi odmori in enim daljšim odmorom za kosilo, povezano z delom in delovnimi zahtevami, pri čemer pa so čutili, da je njihov čas za vmesne odmore, kjer bi lahko razbili monotonijo dolgotrajnega sedenja, močno omejen. Pri tem pa je bilo zelo pogosto prepričanje med njimi, da je sedenje ključnega pomena za produktivnost. To prepričanje je bilo identificirano kot najpomembnejša prepreka pri poskusu zmanjševanja deleža sedenja tekom delovnega dne. Medtem, ko so raziskave potrile, da lahko vključevanje odmorov v dolgotrajno sedenje med delovnim dnevom celo izboljša produktivnost na delovnem mestu. Specifične aktivnosti med različnimi vrstami odmora, ki posredno in neposredno spodbujajo ali zavirajo produktivnost na delovnem mestu pa so navedene pod razdelkom »Aktivnosti med odmori, ki spodbujajo ali otežujejo produktivnost pri delu.«
Poleg tega nekateri raziskovalci navajajo pomembne pozitivne povezave med krajšimi obdobji fizične aktivnosti med odmori (in po delovnem dnevu) ter optimalnejšimi posledicami na področju zdravja. Med pogoste strategije za povečanje fizične aktivnosti na delovnem mestu predlagajo: raba javnih prevoznih sredstev, hoja po stopnicah, namesto vožnja z dvigalom, hoja do sodelavčeve pisarne, namesto pošiljanje e-pošte, sestanki med sprehodom, zapustitev delovne mize med kosilom, vstajanje in pretegovanje. Primer fizične aktivnosti med delovnim časom pa predstavlja Booster Break Program, v katerega so vključeni uslužbenci, odvija pa se na delovnem mestu.

### Booster Break program
Booster Break program je program fizične aktivnosti za uslužbence, ki se odvija na delovnem mestu, med odmorom, vodi ga eden od za to usposobljenih uslužbencev. Program poteka vsak dan, po 15 minut, uslužbenci so oblečeni v delovna oblačila. Fizične aktivnosti navadno vključujejo vaje za fleksibilnost, pretegovanje in toniranje mišic ter aerobne vaje. Učinek programa je viden tako neposredno (izboljšano zdravje) kot tudi posredno, s pomočjo učinka "prelivanja" (angl. »spill over« effect), ki kot posledico izvajanja programa vključuje pomembne spremembe v povečani fizični aktivnosti tudi izven delovnega časa. Poleg izboljšane zdravstvene slike je program namenjen tudi promoviranju zdravega načina življenja in izboljšanju produktivnosti uslužbencev. Ko so raziskovalci spremljali potencialni učinek programa, so vključili 14 zaposlenih (8 žensk in 6 moških), katere so spremljali šest mesecev, tekom 117 ponovitev. Po programu so imeli udeleženci pomembno izboljšane vrednosti HDL holesterola in so v povprečju izgubili 6 kilogramov.
Tudi drugi raziskovalci ugotavljajo pomembno vlogo fizične aktivnosti med odmori kot pomembno strategijo vplivanja za zdravje uslužbencev. Program torej promovira zdravje – kot preventivo poškodbam na delovnem mestu, na kar se podrobneje osredotoča področje ergonomije.

## Vpliv urnika na sposobnost dela in utrujenost
V okviru ameriške raziskave so avtorji opravili 14 dnevni eksperiment, kjer so na 27 udeležencih simulirali pogoje izmenskega dela, z namenom ugotovitve učinka odmora na njihovo opravljanje dela. V raziskavo je bilo vključenih 13 moških in 14 žensk, starih med 22 in 39 let. V 14 dneh so udeležence naključno razporedili v dve skupini, od katerih je ena sodelovala v dveh etapah po 5 delovnih dni dnevne izmene, druga skupina pa v dveh etapah po 5 delovnih dni nočne izmene. Med dnevnimi in nočnimi izmenami pa so jim dali 34-urni odmor. Njihove kognitivne funkcije so testirali štirikrat dnevno, spremljali pa so tudi njihove vzorce spanja. 
Ugotovili so, da so nočne izmene veliko bolj povezane z majhnimi količinami spanja, kot dnevne izmene in da so bili 34-urni odmori učinkoviti za vzdrževanje pozornosti pri tistih udeležencih, ki so bili vključeni v dnevne delovne izmene. Pri skupini z nočnimi izmenami pa se je učinkovitost vzdrževanja pozornosti močno poslabšala, kar je rezultiralo tudi v zmanjšani sposobnosti optimalnega opravljanja dela.

## Več o odmoru na delovnem mestu
Taking Breaks Makes You Work Better
Why Your Brain Needs a Break